# Готье I де Бриенн
Готье I (фр. Gautier Ier de Brienne; 1025/1030 — после 1082) — граф Бриенна.
Наследник Энгельбера III де Бриенна (вероятно, его сын).

## Биография
Впервые упоминается с графским титулом в документе от 28 декабря 1035 года. По всей видимости, был тогда ещё ребёнком.
Жена (свадьба — ок. 1055) — Евстахия де Тоннер (ум. 1072/1100), дочь графа Тоннера Милона V. Её брат Гуго-Рено де Тоннер, став в 1065 году епископом Лангра, передал ей графство Бар-сюр-Сен.

## Семья
Дети:
- Эрар I (ум. 1114/1125), граф де Бриенн.
- Милон II (ум. ок 1126), граф де Бар-сюр-Сен.
- Энгельбер, с 1076 монах.
- Мантия.
- дочь, муж — граф Фульк IV Анжуйский (брак аннулирован).

Существует и другая хронология:
- Отцом Готье I был не Энгельбер III, а Энгельбер IV де Бриенн, который умер в 1055 году. Его сын Готье I родился ок. 1045 года, а женился — не ранее 1070 года. В 1084 году после смерти шурина, вышеуказанного Гуго-Рено де Тоннера, унаследовал графство Бар-сюр-Сен. Умер в 1089/1090 году. В то время все его сыновья ещё были несовершеннолетними.